# Diplectrus impressus
Diplectrus impressus es una especie de coleóptero de la familia Oedemeridae.

## Distribución geográfica
Habita en Colombia.